# Триршајд
Триршајд (њем. Trierscheid) општина је у њемачкој савезној држави Рајна-Палатинат. Једно је од 74 општинска средишта округа Арвајлер. Према процјени из 2010. у општини је живјело 61 становника. Посједује регионалну шифру (AGS) 7131079.

## Географски и демографски подаци
Триршајд се налази у савезној држави Рајна-Палатинат у округу Арвајлер. Општина се налази на надморској висини од 450 метара. Површина општине износи 4,1 km². У самом мјесту је, према процјени из 2010. године, живјело 61 становника. Просјечна густина становништва износи 15 становника/km².